# Argentinische Schabe

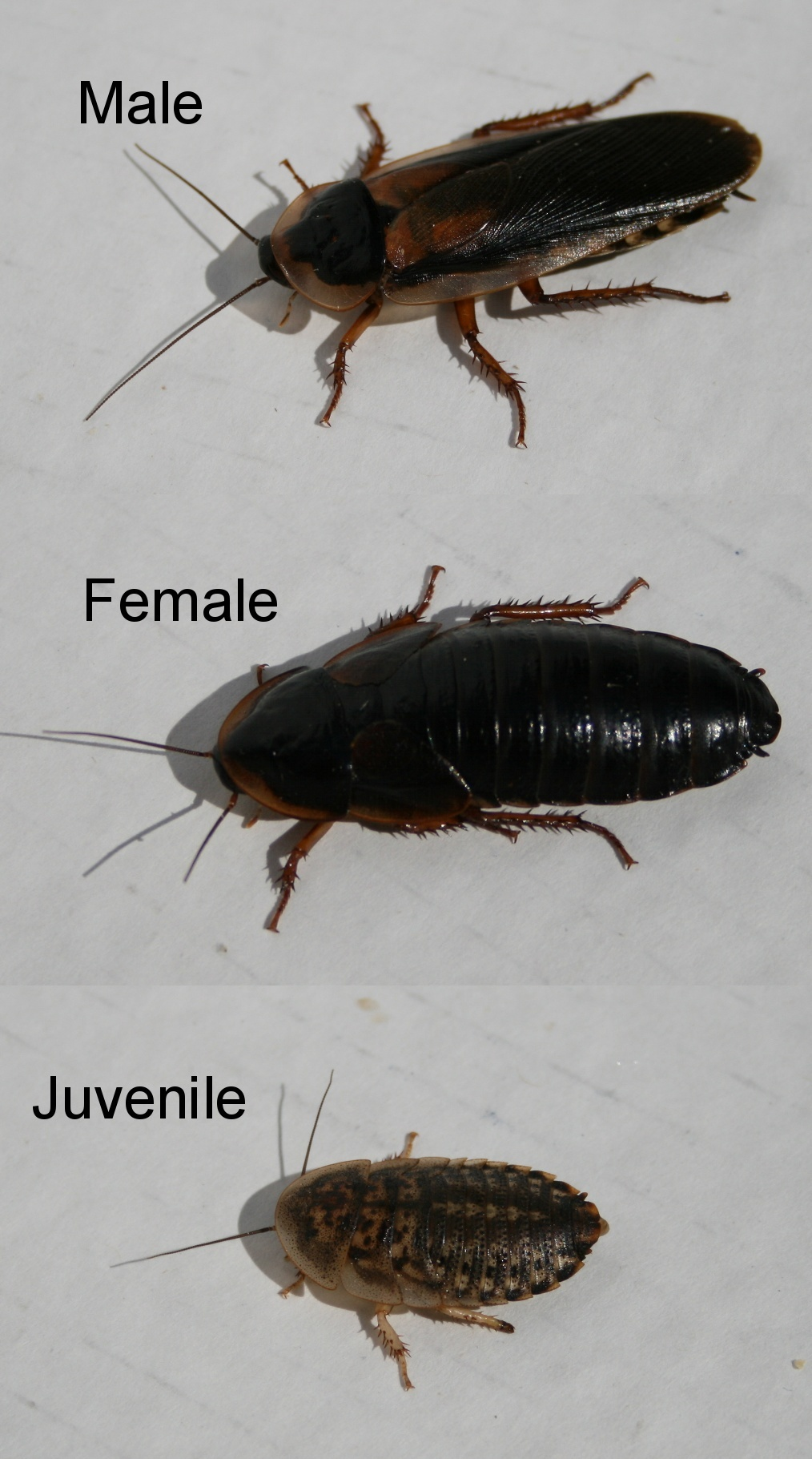
Ein Männchen, ein Weibchen und eine Nymphe der Argentinischen Schabe

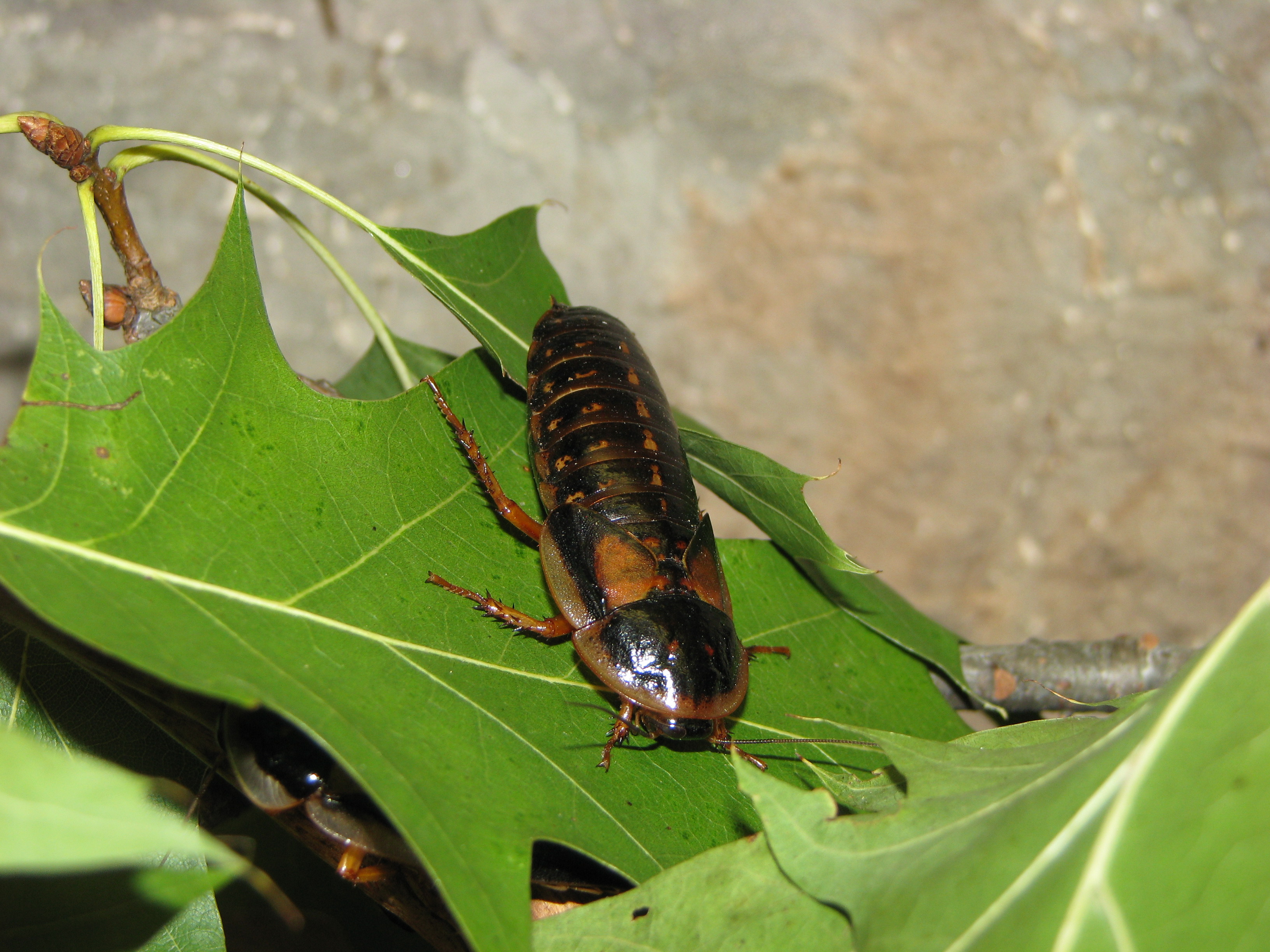
Ein Weibchen mit gut erkennbaren Flügelstummeln

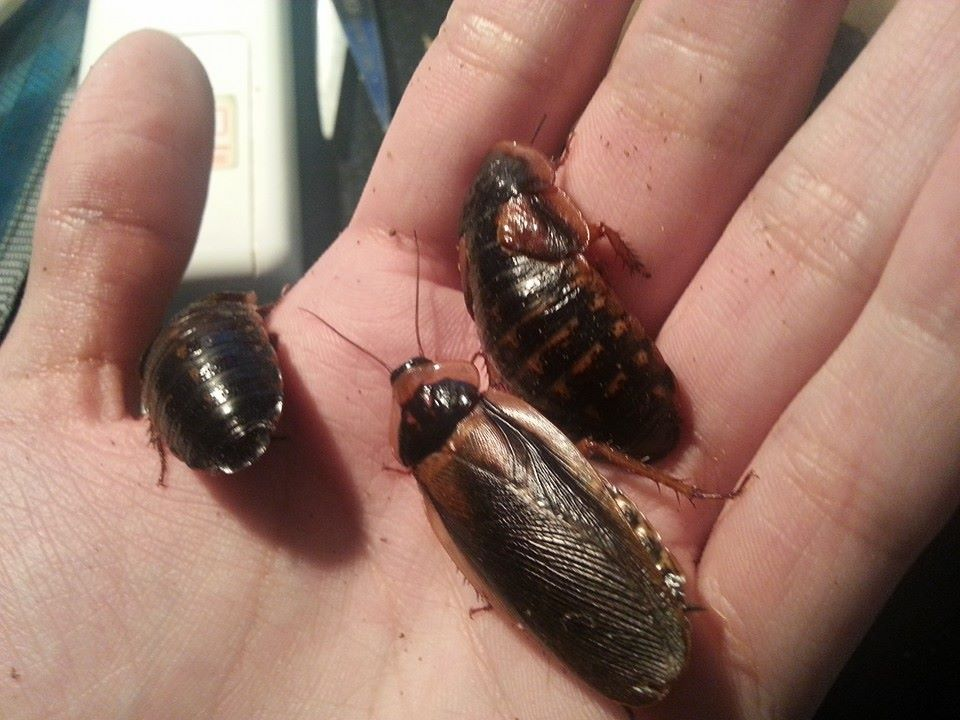
Mehrere Argentinische Schaben. Ganz unten ein Männchen

Die Argentinische Schabe (Blaptica dubia), auch Argentinische Waldschabe genannt, ist eine Art der zu den Insekten gehörenden Schaben. In der Natur kommt sie in Argentinien und Uruguay vor. Sie ist aufgrund der Anspruchslosigkeit ein beliebtes Insekt in der Terrarienhaltung, wo sie meist als Futterinsekt für andere Tiere gezüchtet wird.

## Merkmale
Beide Geschlechter werden 4–5 cm lang und etwa 1,5 cm breit. Nach manchen Angaben können die Weibchen auch 6–7 cm lang werden. Die Tiere haben einen gedrungenen, abgeplatteten Körper und lange Antennen. Die Färbung ist dunkelbraun bis schwarz mit einer hellbraunen bis orangen Zeichnung in Form von Punkten oder Streifen. Frisch geschlüpfte Nymphen sind 5–8 mm groß.
Nur die Männchen besitzen voll entwickelte Flügel, fliegen jedoch nur selten. Die Weibchen besitzen nur stummelartige Flügelansätze, sie sind brachypter. Die Flügel der Männchen werden auch bei Konkurrenzkämpfen mit anderen Männchen als Drohgebärde eingesetzt, indem sie rechtwinklig vom Körper abgespreizt werden. Auch beim Werbungsverhalten kann dies beobachtet werden.

## Verbreitung
Das natürliche Verbreitungsgebiet liegt in Südamerika. Hier lebt die Art im nordöstlichen Argentinien und in Uruguay. In Argentinien ist die Art vor allem in der Provinz Buenos Aires, der Provinz Entre Ríos, der Provinz Córdoba (Argentinien) und der Provinz Santa Fe zu finden. Durch Verschleppungen sind auch vereinzelte Nachweise aus Brasilien, Nordamerika, Europa und Japan dokumentiert worden.

## Terrarienhaltung und Zucht
Die Argentinische Schabe wird als Futterinsekt für andere Haus- oder Zootiere gezüchtet und ist eine der häufigsten Schaben in Terrarienhaltung. Sie wird nicht nur privat, sondern auch kommerziell gezüchtet. Haltung und Zucht gelten als relativ einfach, da die Art sehr anspruchslos ist. Als Allesfresser wird pflanzliche Nahrung wie Obst, Gemüse, Blätter oder Getreideprodukte gefressen, aber auch tierische Nahrung, z. B. Katzenfutter, Hundefutter oder Fischfutter. Proteinreiche Nahrung verringert dabei das Risiko von Kannibalismus, der jedoch nur selten vorkommt. Bei Fütterung mit ausreichend feuchter Nahrung kann auch auf Trinkwasser verzichtet werden, zudem können Argentinische Schaben mehrere Wochen ohne Futter überdauern. Ein weiterer Vorteil ist, dass sich entlaufene Schaben dieser Art in Wohnungen und Häusern nicht vermehren und somit nicht zu einer Plage werden können. Zudem können sie aufgrund des nur schwach entwickelten Aroliums an glatten Flächen nicht emporklettern, was die Art relativ ausbruchssicher macht.
Haltungsansprüche
Für eine ideale Haltung und Zucht sollte die Temperatur zwischen 22 und 30° C liegen. Temperaturen über 32° C sollten vermieden werden, Temperaturen unter 18° C sind weniger empfehlenswert, da die Vermehrung dann sehr lange dauert. Aber auch bei 16° C überleben die Tiere und vermehren sich. Die Luftfeuchtigkeit kann auch niedrig sein, bei einer etwas höheren Luftfeuchtigkeit können sich die Tiere aber besser häuten.
Wichtig für die Haltung sind Versteckmöglichkeiten, wie Eierkartons, Rindenstücke, Kork oder Tonscherben, da sich die Tiere gerne gruppenweise in engen Spalten verstecken. Als Bodengrund empfehlen sich Kokoshumus, Erde, Sand, Sägespäne oder auch Küchenpapier. Die geselligen Tiere benötigen nicht viel Platz, aufgrund ihrer Größe sollten aber auch keine zu kleinen Behältnisse wie Heimchenboxen ausgewählt werden. Üblicherweise werden die Tiere in Faunaboxen, Aquarien, Terrarien oder speziellen Insektarien gehalten. Dabei sollten die Tiere zwar in größeren Gruppen gehalten werden, es sollten aber nicht zu viele auf engem Raum sein. Eine Faustregel ist: So viele Waldschaben maximal in einem Behälter unterbringen, dass sie – wenn sie sich alle auf dem Boden befinden würden – ohne sich zu stapeln den Boden etwa abdecken. Eine gute Belüftung ist notwendig, da Staunässe vermieden werden sollte. Zum Anfeuchten des Bodengrunds und zur Erhöhung der Luftfeuchtigkeit, sollte ab und zu etwas Wasser gesprüht werden. Auch eine Zufütterung von Kalk in Form von Sepiaschale oder Eierschalen ist empfehlenswert, damit sich die Tiere nicht gegenseitig Fühler oder Flügel anfressen. Zur Vorbeugung eines Befalls mit Buckelfliegen können die Schaben zusammen mit Buffalowürmern – den Larven des Getreideschimmelkäfers – gehalten werden. Auch manche Asseln können mit den Schaben vergesellschaftet werden, da sie die Terrarien von Kot und Nahrungsresten befreien und ähnliche Haltungsansprüche haben.
Lebenszyklus
Die Weibchen entwickeln in ihrem Leben etwa 4–5 Ootheken mit jeweils 15–40 Eiern. Die Ootheken werden kurz abgelegt und dann mit einer Genitaltasche, auch Brutsack genannt, im Hinterleib aufgenommen. Hier verbleiben sie bis zum Schlupf der Jungtiere nach etwa 4–6 Wochen. Die Argentinische Schabe ist somit ovovivipar. Nach dem Schlupf der Nymphen bewachen die Weibchen ihren Nachwuchs, bis deren Exoskelett ausgehärtet ist. Die Nymphen benötigen für ihre Entwicklung 2–6 Monate, abhängig von Temperatur und Nahrungsangebot. Bei einer Temperatur von 30° C häuten sich die Nymphen nach etwa 8 Wochen zur Imago und werden 6–8 Wochen später geschlechtsreif. Nach anderen Angaben beträgt die Entwicklungszeit bei 28–30° C etwa 4 Monate und bei unter 25° C über 6 Monate. Die Lebenserwartung beträgt 1,5–2 Jahre.

## Taxonomie
Die Art wurde 1838 von Jean-Guillaume Audinet-Serville als Blabera dubia erstbeschrieben. Weitere Synonyme lauten: Blabera claraziana Saussure, 1864, Blaberus dubia und Blabera ligata Brunner von Wattenwyl, 1865.